# Ubootflottille
Die Ubootflottille (UFltl) war ein Großverband der Deutschen Marine, in dem die Unterseeboote der Marine zusammengefasst waren.

## Geschichte
Die Ubootflottille wurde am 1. November 1962 als Kommando der Uboote in Kiel aufgestellt und dem Kommando der Flotte, dem späteren Flottenkommando unterstellt. Sie war ein Großverband auf Brigadeebene und das letzte der für die Bundesmarine aufzustellenden Typkommandos (später Flottillen). 1967 erfolgte die Umbenennung in Ubootflottille. Vom 7. März 1963 bis zum 1. Oktober 1975 hatte das Kommando der Uboote seinen Sitz in Eckernförde und kehrte dann nach Kiel zurück. Am 10. Februar 1998 verlegte der Flottillenstab wieder nach Eckernförde und verblieb dort bis zur Auflösung der Flottille am 30. Juni 2006. Die verbliebenen Einheiten wurden der Einsatzflottille 1 unterstellt.

## Aufgaben und Einsätze

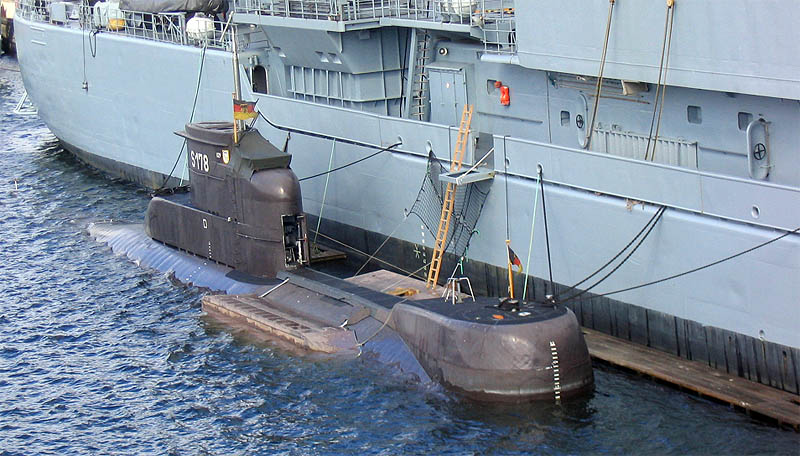
U 29 mit einem Minengürtel, der die Mitnahme von Minen zusätzlich zur Torpedobewaffnung erlaubt

Die Hauptaufgabe der Bundesmarine während des Kalten Krieges bestand darin, Angriffe der Marinen des Warschauer Pakts gegen die deutsche und dänische Ostseeküste abzuwehren. Angesichts zahlenmäßiger Überlegenheit der gegnerischen Überwasserkräfte hatten U-Boote dabei eine wichtige Rolle. Sie konnten auch in den Teilen der mittleren und östlichen Ostsee eingesetzt werden, in denen eigene Überwasser- und Seeluftstreitkräfte nicht operieren konnten.
Im Rahmen des Konzepts der Vorneverteidigung bestanden die Aufgaben der U-Boote darin, gegnerische Landungsverbände und Nachschubtransporte möglichst weit östlich aufzuklären und anzugreifen. Dazu gehörte es, Minen in der Nähe gegnerischer Häfen zu legen.
Nach 1990 verlor die Aufgabe der Überwasserzielbekämpfung an Bedeutung. Die Fähigkeit von U-Booten, sich unbemerkt in einem Seegebiet aufzuhalten, wird seither vor allem für die Aufklärung genutzt. Außerdem sind U-Boote in der Lage, Kampfschwimmer für Spezialaufträge einzusetzen. In ihrem neuen Aufgabenspektrum werden U-Boote stärker als in der Vergangenheit in taktische Verbände der Marine integriert.
Zugleich verlagerte sich der Einsatzraum deutscher U-Boote aus der Ostsee heraus vor allem in das Mittelmeer. Seit 2002 wurden U-Boote im Rahmen der NATO-Operation Active Endeavour eingesetzt.

## Organisation und unterstellte Verbände
Die Ubootflottille wurde von einem Kommandeur im Dienstgrad eines Kapitäns zur See geführt. Ihr unterstanden
- das 1. Ubootgeschwader
- das 3. Ubootgeschwader
- das Ausbildungszentrum Uboote.

Im Zuge mehrerer Umgliederungen waren in den Stab der Ubootflottille zeitweise verschiedene Elemente integriert, darunter der Stab des 3. Ubootgeschwaders. Vom 15. November 2001 an gehörten die Marineunterwasserortungsstelle (MUWOSt) auf Fehmarn und das Hydroakustische Analysezentrum der Marine (HAM) zum Stab der Ubootflottille.

### 1. Ubootgeschwader
→Hauptartikel:1. Ubootgeschwader

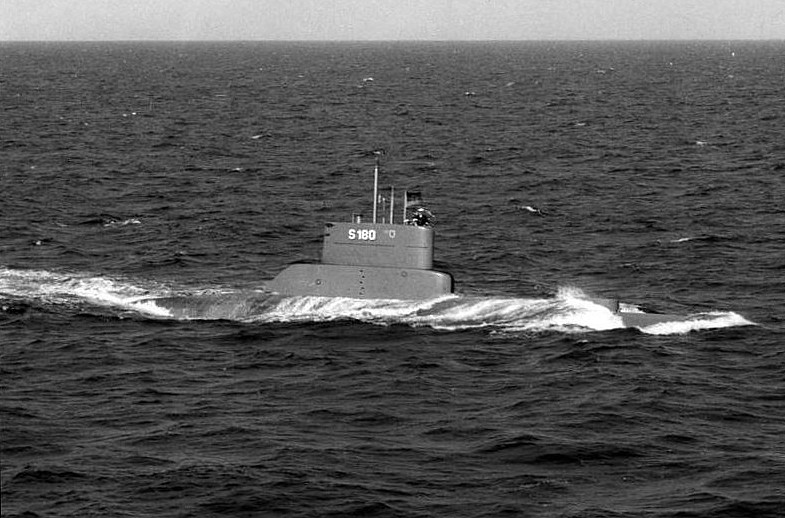
U 1 der Klasse 205 in See kurz nach der Indienststellung 1967

Das 1. Ubootgeschwader (1. UG) wurde am 1. Oktober 1961 in Kiel aufgestellt. Es unterstand zunächst truppendienstlich der Amphibischen Gruppe, bevor es am 1. November der neu aufgestellten Ubootflottille unterstellt wurde.
Am 21. März 1962 wurde dem 1. UG das tags zuvor in Dienst gestellte U-Boot U 1 als erster Nachkriegsneubau unterstellt. Im Mai 1962 folgte U 2. Als Sicherungsboot diente das ehemalige Räumboot Merkur. Nachdem sich die Konstruktion der Boote der Klasse 201 nicht bewährt hatte, wurden beide Boote wieder außer Dienst gestellt, und das Geschwader erhielt zwischen 1962 und 1969 elf Boote der Klasse 205.
1964 wurden beim 1. UG die beiden Uboottender Lahn und Lech in Dienst gestellt. Lech wurde bereits 1966 wieder außer Dienst gestellt und der Reserveflottille zugeteilt. Im selben Jahr wurde Merkur ausgesondert.
Nach Außerdienststellung der fünf älteren Boote der Klasse 205 erhielt das Geschwader ab 1974 sechs Boote der Klasse 206.
Seit der Außerdienststellung des 3. UG im Februar 2006 unterstehen alle deutschen Uboote dem 1. UG. Nach Auflösung der Ubootflottille wurde es am 30. Juni 2006 der Einsatzflottille 1 unterstellt.

### 3. Ubootgeschwader

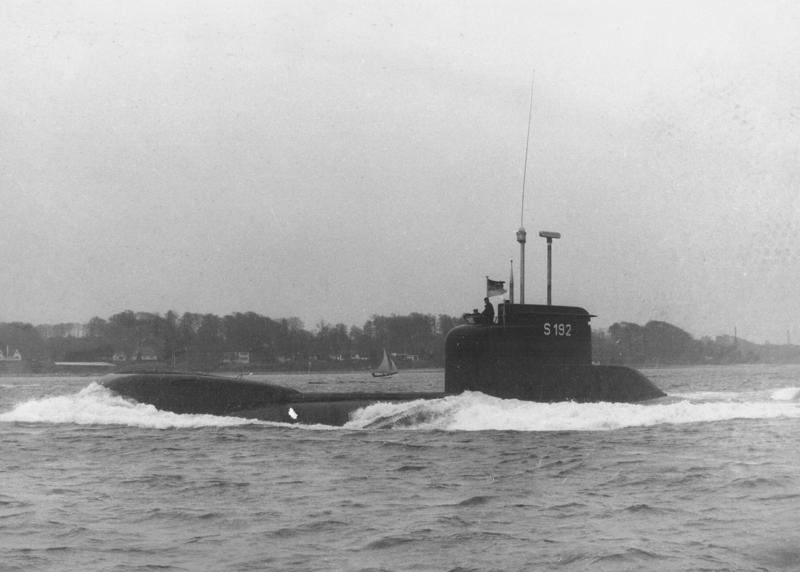
U 13 der Klasse 206, das erste Boot des 3. UG, kurz nach seiner Indienststellung 1973

Das 3. Ubootgeschwader (3. UG) wurde am 1. April 1972 in Eckernförde aufgestellt und mit 12 typgleichen Booten der Klasse 206 ausgestattet. Am 19. April wurde der Tender Lech für das 3. UG reaktiviert und blieb dort bis zu seiner endgültigen Außerdienststellung 1989.
Ab 1990 wurde der Bestand an U-Booten schrittweise reduziert. Nach der Auflösung der Flottille der Marineführungsdienste wurden dem 3. UG Anfang 2002 drei Flottendienstboote unterstellt. Am 13. Februar 2006 wurde das 3. UG außer Dienst gestellt. Die verbliebenen Einheiten wurden an das 1. UG abgegeben.

### Ausbildungszentrum Uboote
Das Ausbildungszentrum Uboote (AZU) wurde am 1. August 1959 unter der Bezeichnung Ubootlehrgruppe (ULG) in Eckernförde aufgestellt und am 31. August 1960 nach Neustadt in Holstein verlegt. Die ULG unterstand zunächst wie das 1. UG dem Kommando der Amphibischen Streitkräfte und wurde ebenfalls am 1. November 1962 dem Kommando der Uboote unterstellt. Die ULG verfügte anfangs über einen eigenen Fahrzeugbestand. Dazu gehörten neben Sicherungsbooten und Schleppern die Uboote Hai und Hecht (Klasse 240), zeitweise U 3 (Klasse 201) und von 1969 bis 1974 U 4 bis U 8 (Klasse 205). In Neustadt wurden außerdem Landanlagen zur U-Boot-Ausbildung eingerichtet, darunter zwei Tauchtöpfe um den Ausstieg aus einem U-Boot unter Wasser zu üben. Der 1977 fertiggestellte Tieftauchtopf hat eine Wassertiefe von 33,5 m.
Am 31. August 1989 wurde die Ubootlehrgruppe in das Ausbildungszentrum Uboote umgewandelt und verlegte nach Eckernförde. Dabei blieben die Tauchtöpfe und andere Landanlagen als Außenstelle in Neustadt. Zum 31. Dezember 2000 wurde das AZU in den Stab Ubootflottille integriert und war keine eigenständige Dienststelle mehr. Bei der Auflösung der Ubootflottille und des 3. UG übernahm das AZU die Flottendienstboote, das HAM und die MUWOSt und führt damit die wesentlichen Aufklärungsmittel der Marine. Gleichzeitig wurde das AZU wieder eine eigenständige Dienststelle auf der Bataillonsebene, die der Einsatzflottille 1 unterstellt ist.

## Ausrüstung
In der Ubootflottille kamen ausschließlich in Deutschland gebaute Uboote zum Einsatz.

### Einsatzboote

#### Klasse 201
Für den Einsatz in der Ostsee wurde ein Bootstyp von 350 t Wasserverdrängung entwickelt. Das entsprach gleichermaßen den Rüstungsbeschränkungen, denen Deutschland durch die Westeuropäische Union unterworfen war, wie den Einsatzgegebenheiten in den engen und flachen Gewässern der Ostsee. Ab 1962 wurden U 1, U 2 und U 3 als Neubauten der Klasse 201 in Dienst gestellt. U 3 war zuvor bereits von der norwegischen Marine erprobt worden. Aufgrund erheblicher Materialmängel des neuartigen nicht magnetisierbaren Stahls wurden diese Boote bereits zwischen 1963 und 1967 außer Dienst gestellt und durch die ähnlichen Boote der Klasse 205 ersetzt.

#### Klasse 205

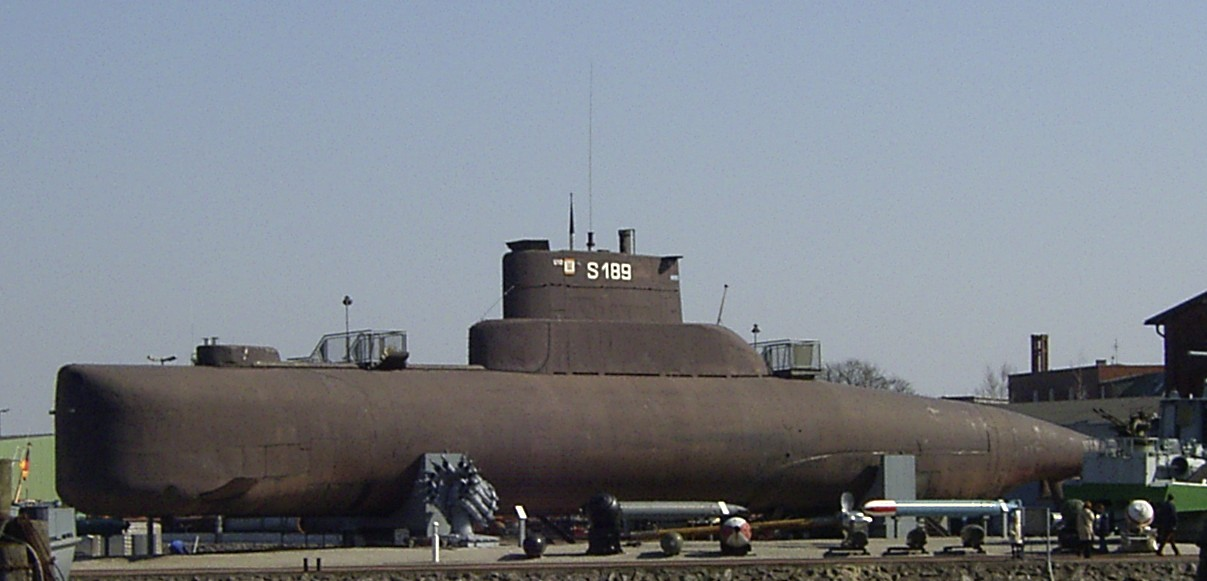
U 10 der Klasse 205 im Deutschen Marinemuseum Wilhelmshaven

Die Klasse 205 unterschied sich von der Klasse 201 nur geringfügig, war jedoch aus einem geeigneten Stahl gebaut, der ebenfalls nicht magnetisierbar war. Außerdem erhielten sie eine etwas größere und modernere Sonaranlage und waren deshalb etwas länger als die Klasse 201. Von der Klasse 205 liefen zwischen 1962 und 1964 in einer ersten Serie fünf Boote (U 4 bis U 8), die bereits 1974 wieder außer Dienst gestellt und verschrottet wurden.
Die zweite Serie dieser Klasse wurde zwischen 1966 und 1969 in Dienst gestellt. Sie bestand aus den Booten U 9 bis U 12 und den Nachbauten U 1 und U 2. Beim Bau dieser Boote wurden Erfahrungen aus der ersten Serie berücksichtigt, was zu einer Anpassung des Zentraleaufbaus führte. Mehrere dieser Boote wurden später für verschiedene Versuchszwecke umgebaut. Als letztes Boot wurde U 12 im Juni 2005 außer Dienst gestellt.

#### Klasse 206 und 206 A
Zwischen 1973 und 1975 wurden 18 Boote der Klasse 206 in Dienst gestellt. Es handelte sich um eine leistungsgesteigerte Weiterentwicklung der Klasse 205. Mit dem Abschluss dieser Serie hatte die Ubootflottille ihren Sollbestand von 24 Booten erreicht, den sie bis zum Ende des Kalten Krieges 1990 hielt. Zwischen 1987 und 1990 wurden elf Boote der Klasse zur Klasse 206A umgebaut.

#### Klasse 212 A

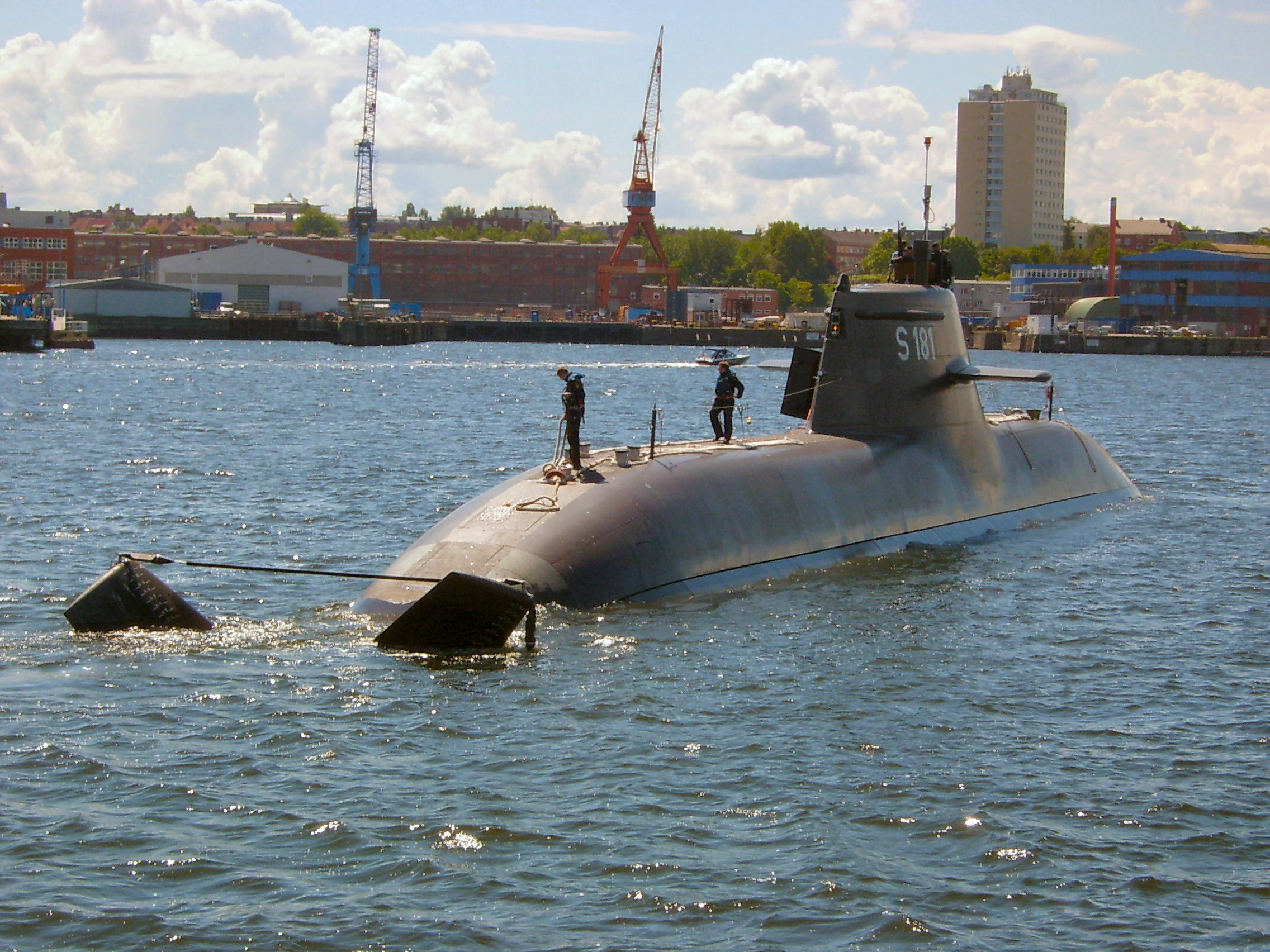
U 31 der Klasse 212A in Kiel 2006

Die Klasse 212A ist eine gegenüber den Klassen 201, 205 und 206 völlige Neukonstruktion. Diese Boote sind nicht mehr für den Einsatz in der Ostsee optimiert, sondern für längere Operationen in größeren Seegebieten konzipiert. Gleichwohl wurde am bewährten nicht magnetisierbaren Stahl festgehalten, um die Boote auch in flacheren Gewässern mit Minengefährdung einsetzen zu können. Mit ihrem Brennstoffzellenantrieb können sie erheblich länger unter Wasser operieren, als konventionell angetriebene Boote. Seit 2005 sind in zwei Losen sechs Boote der Klasse 212A in Dienst gestellt worden, zwei weitere der Klasse 212 CD sind mit Stand 2023 in Planung.

### Schul- und Versuchs-Uboote
In den ersten Jahren wurden drei Boote der Kriegsmarine aus dem Zweiten Weltkrieg als Schul- und Versuchsboote eingesetzt. Sie waren kurz vor Kriegsende versenkt worden. Für den neuerlichen Einsatz wurden sie gehoben und wieder instand gesetzt. Außerdem wurden zwei Versuchsboote gebaut, um Erfahrungen für neue Typen zu gewinnen.

#### Klasse 240
Bei den beiden Booten der Klasse 240 handelte es sich um Boote des Typs XXIII der Kriegsmarine mit einer Verdrängung von etwa 275 t (getaucht). Die Boote wurden 1956 geborgen und anschließend instand gesetzt. Sie wurden als Hai und Hecht am 15. August bzw. am 1. Oktober 1957 bei Unterwasserwaffenschule als Schulboote in Dienst gestellt. Am 31. August 1960 wechselten sie zur Ubootlehrgruppe.
U Hai ging am 14. September 1966 in der Nordsee im Sturm verloren, und es konnte nur ein Besatzungsangehöriger gerettet werden. Das Boot wurde anschließend gehoben und verschrottet. U Hecht wurde am 30. September 1968 außer Dienst gestellt und später abgebrochen.

#### Klasse 241

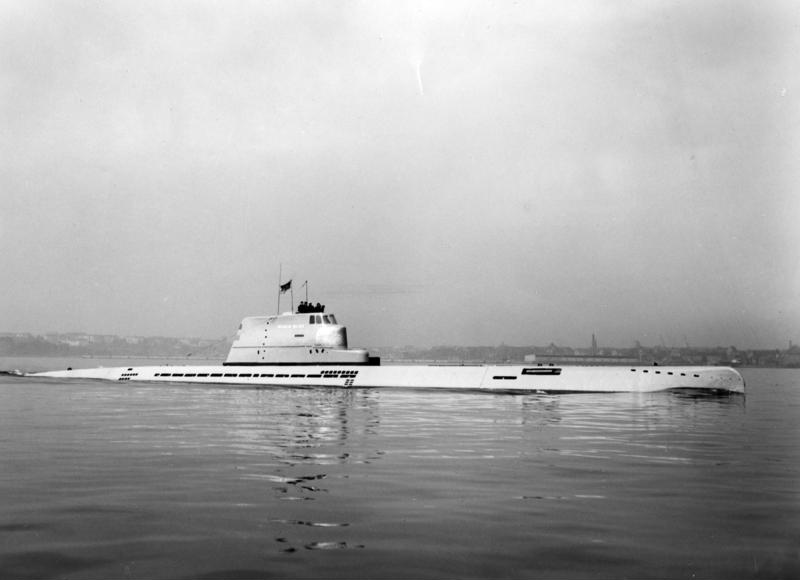
Wilhelm Bauer als zivil besetztes Erprobungsboot mit geschlossener Brücke 1970

Das U-Boot Wilhelm Bauer war von der Kriegsmarine 1945 als U 2540 in Dienst gestellt worden und gehörte zum Typ XXI. Es wurde 1957 durch die Bergungsfirma Bugsier gehoben und von den Kieler Howaldtswerken instand gesetzt. Während der Werfterprobung trug das Boot den Namen Wal, bei seiner Indienststellung für die Marine wurde es nach dem U-Boot-Konstrukteur Wilhelm Bauer benannt. Weil das Boot mit einer Verdrängung von 1820 t (getaucht) deutlich über der erlaubten Größe lag, durfte es nur als Versuchsboot eingesetzt werden und unterstand nicht der Ubootflottille, sondern der Erprobungsstelle 71 des BWB. Auf dem Boot wurden Antriebs- und Waffenanlagen für die Klassen 201, 205 und 206 erprobt. Es wurde 1982 außer Dienst gestellt und liegt seit 1984 als Museumsboot in Bremerhaven.

#### Klasse 202
Für Erprobungszwecke gab die Marine drei kleine Versuchsuboote der Klasse 202 in Auftrag, von denen zwei zwischen 1961 und 1966 gebaut wurden. Die Boote erhielten die Namen Hans Techel und Friedrich Schürer, die Klasse wird deshalb auch als Hans Techel-Klasse bezeichnet.
Die Boote der Klasse 202 hatten eine getauchte Verdrängung von 137 t und einen konventionellen Antrieb mit Diesel- und Elektromotor. Ihre Bewaffnung bestand nur aus zwei Bug-Torpedorohren. Sie unterschieden sich in der Ruderanlage, wobei Techel die Ruderanlage der Klasse 201 hatte, während bei Schürer eine Kortdüse eingebaut war.
Ursprünglich sollten die Boote als Vorläufer der Klasse 201/205 dienen und deren Anlagen erproben. Nach Abschluss dieser Erprobung sollten sie für Aufklärungsaufgaben eingesetzt werden. Die Boote wurden 1965 und 1966 übernommen und kamen damit für die Erprobungsaufgabe zu spät. Für die Aufklärung war ihr Fahrbereich zu klein und sie wurden deshalb bereits im Dezember 1966 wieder außer Dienst gestellt und später abgebrochen. Während ihrer Dienstzeit unterstanden sie wie Wilhelm Bauer der Erprobungsstelle 71.
Ein drittes Boot sollte einen Walter-Antrieb erhalten, der für das Projekt Klasse 204 erprobt werden sollte. Es wurde abbestellt, nachdem sich die ersten beiden Boote nicht bewährt hatten.

### Unterstützungsfahrzeuge

#### Tender und Hilfsschiffe
In den ersten Jahren des Aufbaus standen der Ubootflottille zwei kleine Hilfsschiffe für Sicherungs- und Unterstützungsaufgaben zur Verfügung. Die Merkur war ein ehemaliges Räumboot und unterstand von 1963 bis 1968 dem 1. UG. Die Passat war ein kleiner Schlepper, der von 1959 bis 1967 der ULG zugehörte. Beide Fahrzeuge wurden nach der Indienststellung der neu gebauten Uboottender außer Dienst gestellt und abgebrochen.
1964 wurden die beiden Uboottender Lahn und Lech (Klasse 403/Lahn-Klasse) in Dienst gestellt. Beide wurden später durch den Versorger Meersburg (Klasse 701) vom 1. Versorgungsgeschwader ersetzt. Dieser wurde im Dezember 2004 außer Dienst gestellt und durch den Tender Main (Klasse 404) ersetzt. Die Tender hatten zunächst hauptsächlich die Aufgabe, den Ubooten als Basis außerhalb des Heimathafens zu dienen, um diese auch dann noch einsetzen zu können, wenn die Heimatbasen zerstört sind. Im Friedensbetrieb unterstützten die Tender den Ausbildungsbetrieb. Sie dienten als Sicherungsschiffe bei der Tauchausbildung und bargen die verschossenen Übungstorpedos.
Für die Ausbildungsunterstützung wurden der Ubootflottille auch andere Hilfsschiffe zur Verfügung gestellt, die vor allem als Sicherungsfahrzeuge zum Einsatz kamen. Dazu gehörten vor allem die Bergungsschlepper der Helgoland- und der Wangerooge-Klasse, von denen Fehmarn (Helgoland-Klasse) und Spiekeroog (Wangerooge-Klasse) der Ubootflottille zeitweilig fest zugewiesen waren.

#### Flottendienstboote

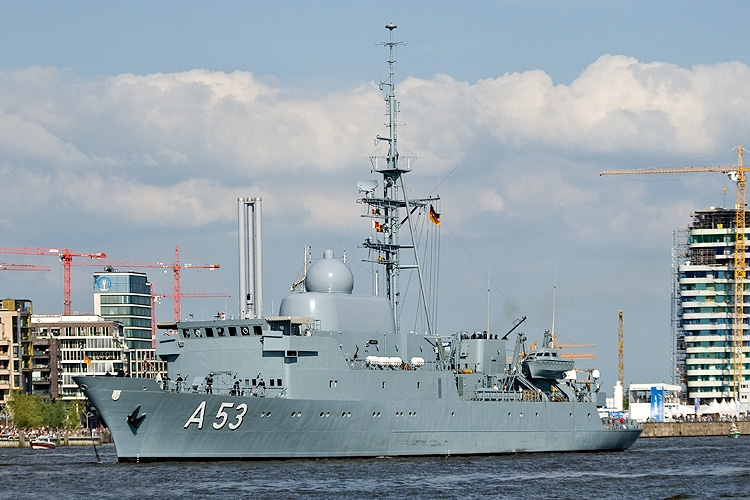
Flottendienstboot Oker

Die Flottendienstboote wurden deshalb der Ubootflottille unterstellt, weil sie mit der Auflösung der Marineführungsdienstflottille keine militärische Heimat mehr hatten und die schrumpfende Ubootflottille sie gut aufnehmen konnte. Mit der Zuordnung zum AZU, dem auch die festen Unterwasserortungseinrichtungen der Marine zugehören, sind sie als Aufklärungsmittel auch fachlich sinnvoll unterstellt.

### Nicht realisierte Projekte
Mehrere Ubootprojekte der Marine sind untersucht, aber nicht realisiert worden.

#### Klasse 203
Die U-Boote der Klasse 203 sollten ein sehr kleiner, für flache Gewässer geeigneter Bootstyp sein, der in seinen Maßen etwa der Klasse 202 entsprach. Diese Boote sollten keinen Dieselantrieb haben, sondern ausschließlich elektrisch angetrieben werden. Die Aufladung der Batterien sollte über externe Energiequellen erfolgen. Für dieses Projekt wurden keine Bauaufträge vergeben.

#### Klasse 204
Die Boote der Klasse 204 sollten einen Walter-Antrieb von 3000 PS erhalten, der zwischen 1960 und 1965 bereits auf einer Landanlage erfolgreich getestet worden war. Die Bordanlage sollte auf dem dritten Boot der Klasse 202 erprobt werden. Das wurde jedoch nicht gebaut, nachdem das Gesamtprojekt aufgegeben wurde.

#### Klasse 208
In den späten 1960er Jahren wurde über einen größeren Uboottyp mit der Bezeichnung Klasse 208 nachgedacht, der bis zu 1000 t Verdrängung haben sollte. 1971 wurde das Projekt zunächst zurückgestellt, später aufgegeben.

## Kommandeure
- Fregattenkapitän Heinz-Eugen Eberbach (m.W.d.G.b.): von der Aufstellung bis Dezember 1962
- Fregattenkapitän/Kapitän zur See Günther Reeder: von Dezember 1962 bis Januar 1964
- Fregattenkapitän Hans-Günther Lange: von Januar 1964 bis März 1965
- Fregattenkapitän/Kapitän zur See Gustav-Adolf Janssen: von April 1965 bis Januar 1970
- Fregattenkapitän/Kapitän zur See Hugo Baldus: von Januar 1970 bis September 1980
- Kapitän zur See Johannes Ewerth: von Oktober 1980 bis September 1986
- Kapitän zur See Dirk Horten: von September 1986 bis September 1988
- Kapitän zur See Hans Lüssow: von Oktober 1988 bis September 1991
- Kapitän zur See Reinhold Siebert: 1992
- Kapitän zur See Kurt Pfennig: von 1992 bis 1995
- Kapitän zur See Matz-Ferdinand Borchert: von 1996 bis 1998
- Kapitän zur See Heinz-Eugen Eberbach: von 1999 bis 2001
- Kapitän zur See Fritz-Rudolf Weber: von 2001 bis März 2005
- Kapitän zur See Lutz Panknier. von März 2005 bis 2006

## Verweise